# 马丁·陶
马丁·汉森·陶（丹麥語：Martin Hansen Thau，1887年7月28日—1979年5月8日），丹麦男子竞技体操运动员。他曾代表丹麦获得1912年夏季奥运会体操比赛男子团体瑞典式银牌。他于1979年去世，享年91岁。